# Пандареј
Пандареј (грч. Πανδάρεως) је у грчкој митологији био Меропов или Хермесов син.

## Митологија
Пандареј је постао познат по томе што је Зевсу украо златног пса. Тог пса је поставила Реја да чува козу која је отхранила малог Зевса. Када је Зевс стасао, он је козу пренео међу звезде, а пса је поставио да чува његово светилиште на Криту. Пандареј је тог пса дао Танталу у Лидији на чување. Након неког времена је захтевао да му Тантал врати пса, али је овај порицао да га је икада примио. Настала је свађа, коју је прекинуо расрђени Зевс, који је казнио обојицу. Пандареја је претворио у стену. Према другом предању, Зевс је одмах приметио нестанак пса и послао Хермеса да га одузме од Тантала. Тантал је тврдио да га никада није имао, али је Хермес открио да лаже и Зевс га је усмртио. Плашећи се да не доживи исту судбину, Пандареј је са својом супругом Хармотојом и њиховим кћеркама прво побегао у Атину, а потом на Сицилију. Ипак, Зевс их је нашао и убио и Пандареја и његову супругу. Њихове кћерке, Аедона, Клеотера, Меропа или Камиро и Клитија или само Меропа и Клеодора су тако остале сирочићи. На њих су се сажалиле богиње и обдариле их разним талентима, али су их на крају уграбиле ериније. Према Антонину Либералу, Пандареј је био становник Ефеса, коме је Деметра подарила моћ да може да једе неограничено много.